# Прата-Конте (Фрозиноне)
Прата-Конте је насеље у Италији у округу Фрозиноне, региону Лацио.
Према процени из 2011. у насељу је живело 99 становника. Насеље се налази на надморској висини од 90 м.